# Masuńskie Włóki
Masuńskie Włóki (deutsch Lehwaldsruh) ist ein Ort in der polnischen Woiwodschaft Ermland-Masuren. Er gehört zur Gmina Sępopol (Stadt- und Landgemeinde Schippenbeil) im Powiat Bartoszycki (Kreis Bartenstein).

## Geographische Lage
Masuńskie Włóki liegt in der nördlichen Mitte der Woiwodschaft Ermland-Masuren, 18 Kilometer nordöstlich der Kreisstadt Bartoszyce (deutsch Bartenstein).

## Geschichte
Lehwaldsruh – bis vor 1912 auch Lewaldsruh – war ein Vorwerk und als solches bis 1945 ein Wohnplatz von Massaunen (polnisch Masuny) im ostpreußischen Kreis Friedland (ab 1927: Kreis Bartenstein (Ostpr.)). Im Jahre 1905 zählte Lehwaldsruh 16 Einwohner.
Als 1945 in Kriegsfolge das gesamte südliche Ostpreußen an Polen fiel, erhielt Lehwaldsruh die polnische Namensform „Masuńskie Włóki“. Heute ist der Ort „część wsi Masuny“ (= „ein Teil des Ortes Masuny“) innerhalb  der Stadt- und Landgemeinde Sępopol (Schippenbeil) im Powiat Bartoszycki (Kreis Bartenstein), von 1975 bis 1998 der Woiwodschaft Olsztyn, seither der Woiwodschaft Ermland-Masuren zugehörig.

## Kirche
Bis 1945 war Lehwaldsruh in die evangelische Kirche Schippenbeil (polnisch Sępopol) in der Kirchenprovinz Ostpreußen der Kirche der Altpreußischen Union, außerdem in die römisch-katholische Kirche St. Bruno Bartenstein (polnisch Bartoszyce) im Bistum Ermland eingepfarrt.
Heute gehört Masuńskie Włóki katholischerseits zu Sępopol im jetzigen Erzbistum Ermland, evangelischerseits zur Kirche Bartoszyce, einer Filialkirche von Kętrzyn (Rastenburg) in der Diözese Masuren der Evangelisch-Augsburgischen Kirche in Polen.

## Verkehr
Masuńskie Włóki liegt an einer Nebenstraße, die die Stadt Sępopol (Schippenbeil) mit Gierkiny (Gerkiehnen) verbindet und vor 1945 weiter bis nach Gerdauen (heute russisch Schelesnodoroschny) an der Reichsstraße 131 (heutige russische Fernstraße 27A-083, ex A196) führte. Von Masuny besteht eine direkte Ortsanbindung. Eine Anbindung an den Bahnverkehr gibt es nicht.